# Parque nacional Arevik
El Parque nacional Arevik (en armenio: Արևիկ ազգային պարկ) es una de las cuatro áreas protegidas con estatus de parque nacional en la República de Armenia. Ocupando una superficie de 344 kilómetros cuadrados, se encuentra en el sur de la provincia de Syunik de Armenia.
Entre más de 150 especies de mariposas registradas en el parque nacional, hay varias especies incluidas en el Libro Rojo de la República de Armenia. Esas son: : Parnassius mnemosyne, Parnassius apollo, Papilio alexanor, Pontia chloridice, Colias aurorina, Polyommatus zarathustra, y otras. También hay algunas especies en peligro, como damonides Polyommatus, que no están cubiertas por el área protegida.
Entre más de 180 especies de aves registradas en el parque nacional, hay una serie de especies incluidas en el Libro Rojo de la República de Armenia. Esos son: quebrantahuesos, buitre leonado, alimoche, águila real, el halcón peregrino, el gavilán Levante, el alcaudón común, y otros.
Hay siete áreas primarias para mariposas (PBA) designados para la región, la mayoría de ellas son al menos parcialmente cubiertas por el área del parque nacional, con excepción del área de Meghri, que no tiene ningún estatus de conservación nacional.